# Frames
Albums de Oceansize
Everyone into Position
(2005) Feed to Feed
(2009)
Frames est le troisième album studio du groupe britannique Oceansize, paru en octobre 2007.

## Liste des titres
1. Commemorative ____ T-Shirt – 8:37
2. Unfamiliar – 6:32
3. Trail of Fire – 8:06
4. Savant – 8:06
5. Only Twin – 7:22
6. An Old Friend of the Christy's – 10:19
7. Sleeping Dogs and Dead Lions – 6:42
8. The Frame – 10:40
9. Voorhees (piste bonus) – 11:10

## Bonus DVD
La version coffret de l'album contient un bonus DVD.
1. Frames - full live album performance 1h10:41
2. Recording frames documentary 26:13
3. Commemorative____t-shirt/Unfamiliar (live) - 16:55
4. trail of fire (live) - 8:31
5. sleeping dogs & dead lions (live) - 7:33
6. slideshow

## Anecdotes
À l'origine, la première piste de cet album devait s'intituler Commemorative 9/11 T-Shirt, mais la maison d'enregistrement du groupe décida de la renommer Commemorative ____ T-Shirt, afin d'éviter toute polémique. Pourtant, ce titre n'a à priori aucun rapport avec les attentats du 11 septembre 2001. Il trouve en effet son origine lors d'une anecdote avec le chanteur des Cardiacs, auquel Mike Vennart (le chanteur et leader du groupe Oceansize) avait acheté un T-shirt mentionnant : For ages 9-11 [Pour les 9-11 ans].